# Gerhard Richter (Literaturwissenschaftler)
Gerhard Richter (* 4. Oktober 1967 in Köln) ist ein deutscher Germanist.

## Leben
Er studierte Germanistik, Allgemeine und Vergleichende Literaturwissenschaft, Philosophie und Kulturtheorie in Berlin, San Diego und Princeton. Nach seiner Promotion lehrte er an der University of Wisconsin, Madison als Professor. Seit 2004 war er Professor of German und Direktor des Graduiertenprogramms in Kritischer Theorie an der University of California, Davis. Er ist Professor für Vergleichende Literaturwissenschaft und Germanistik an der Brown University.
Seine Forschungsschwerpunkte sind Literatur und Philosophie, Theorie des Ästhetischen und Kunsttheorie und Formen des Wissens.

## Schriften (Auswahl)
- Ästhetik des Ereignisses. Sprache – Geschichte – Medium. Paderborn 2005, ISBN 3-7705-4167-7.
- Thought-images. Frankfurt School writers' reflections from damaged life. Stanford 2007, ISBN 978-0-8047-5616-7.
- Verwaiste Hinterlassenschaften. Formen gespenstischen Erbens. Berlin 2016, ISBN 3-95757-161-8.
- Ästhetische Eigenzeiten und die Zeit des Bewahrens. Heidegger mit Arendt, Derrida und Kafka. Hannover 2019, ISBN 3-86525-722-4.